# Fougerolles-du-Plessis
Fougerolles-du-Plessis è un comune francese di 1 391 abitanti situato nel dipartimento della Mayenne nella regione dei Paesi della Loira.

## Società

### Evoluzione demografica
Abitanti censiti